# Higinio (nombre)
Higinio es un nombre propio masculino de origen griego en su variante en español. Procede de Ὑγῖνός (Hyginos), «sano, vigoroso», de ὑγίεια, «salud».

## Santoral
11 de enero: San Higinio, papa.

## Variantes
- Femenino: Higinia.

| Variantes en otras lenguas | Variantes en otras lenguas |
| -------------------------- | -------------------------- |
| Español                    | Higinio                    |
| Alemán                     | Hyginus                    |
| Aragonés                   | Hichinio                   |
| Armenio                    | Հիգինուս (Higinows)        |
| Asturiano                  | Hixiniu                    |
| Búlgaro                    | Хигин (Higin)              |
| Catalán                    | Higini                     |
| Checo                      | Hyginus                    |
| Danés                      | Hyginus                    |
| Esperanto                  | Higeno                     |
| Euskera                    | Ikiñi                      |
| Finlandés                  | Hyginus                    |
| Francés                    | Hygin                      |
| Gallego                    | Hixinio                    |
| Georgiano                  | ჰიგინიუსი (Higiniusi)      |
| Griego                     | Ὑγῖνός (Hyginos)           |
| Holandés                   | Hyginus                    |
| Húngaro                    | Hüginosz                   |
| Inglés                     | Hyginus                    |
| Italiano                   | Igino, Iginio              |
| Latín                      | Hyginus                    |
| Letón                      | Higins                     |
| Lituano                    | Hyginas                    |
| Noruego                    | Hyginus                    |
| Polaco                     | Hygin                      |
| Portugués                  | Higino                     |
| Rumano                     | Hygin                      |
| Ruso                       | Гигин (Gigin)              |
| Sardo                      | Iginu                      |
| Serbio                     | Хигиније (Higinije)        |
| Siciliano                  | Igginu                     |
| Sueco                      | Hyginus                    |
| Ucraniano                  | Гігін (Gigin)              |